# Габисов, Камболат Ибрагимович
Камбола́т Ибраги́мович Га́бисов (осет. Габысаты Хъамболат; род. 14 мая 1930, с. Дарг-Кох, Северо-Осетинская АО) — Заслуженный тренер СССР по вольной борьбе (1977), мастер спорта.

## Биография
Родился 14 мая 1930 года в селении Дарг-Кох Кировского района Северо-Осетинской АО. В 1956 году стал заниматься вольной борьбой у тренера Бориса Георгиевича Абаева. Трижды был чемпионом Центрального совета добровольного спортивного общества «Локомотив» (1962, 1964, 1965). В 1968 году стал чемпионом ВЦСПС.
В 1970 году окончил факультет физического воспитания и спорта Северо-Осетинского государственного университета имени Коста Левановича Хетагурова.
С 1962 года тренер по вольной борьбе в спортивно-оздоровительном комплексе «Локомотив». Подготовил более 30 мастеров спорта СССР. Среди них чемпионы Европы — Борис Бигаев, Олег Калоев, призёры первенства СССР — Марик Тедеев, Арон Калоев.

## Награды и звания
- Медаль «Во славу Осетии»[1]
- Звание «Заслуженный работник физической культуры СОАССР» (1984)[2]